# Distretto di Çayeli

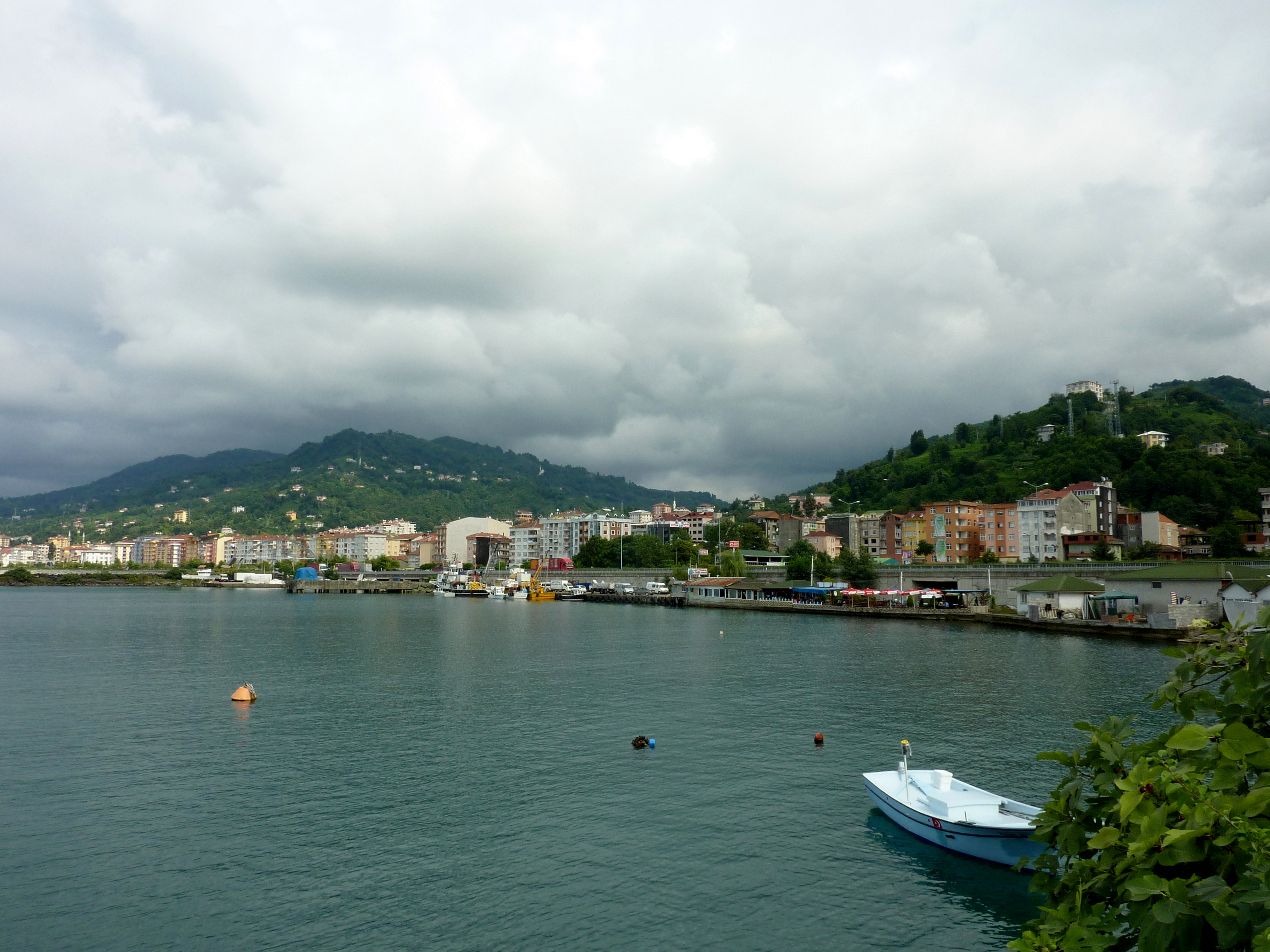
A panoramic view of Çayeli

Il distretto di Çayeli (in turco Çayeli ilçesi) è uno dei distretti della provincia di Rize, in Turchia.